# Rangers Football Club
El Rangers Football Club, conegut sovint com a Glasgow Rangers, és un club de futbol escocès de la ciutat de Glasgow, fundat a Glasgow l'any 1872. Històricament el club va aglutinar a la comunitat protestant, i per aquest motiu mantenia una forta rivalitat esportiva i social amb el Celtic. Aquests dos clubs han estat dominadors de la lliga i la copa escocesa, que el Rangers ha aconseguit en 55 i 33 ocasions respectivament. A nivell internacional, el Rangers va guanyar la Recopa d'Europa de 1972. Juga a l'estadi Ibrox, al sud-oest de la ciutat.

## Història
El club es gesta l'any 1872 quan 4 joves escocesos (els germans Peter i Moses McNeil, Peter Campbell i William McBreath) tingueren la idea de crear el seu propi club de futball. La fundació oficial del club es produeix l'any següent, el 1873. Ja de bon principi esdevé un dels millors equips del futbol escocès. Al llarg de la seva existència, el club aconsegueix més de cent títols i esdevé el primer equip del món en guanyar 50 lligues nacionals. El 14 de juny de 2012 va desaparèixer a causa de problemes econòmics. Aquest mateix dia es va refundar com a The Rangers Football Club.

## Palmarès
- Lliga d'Escòcia: 55

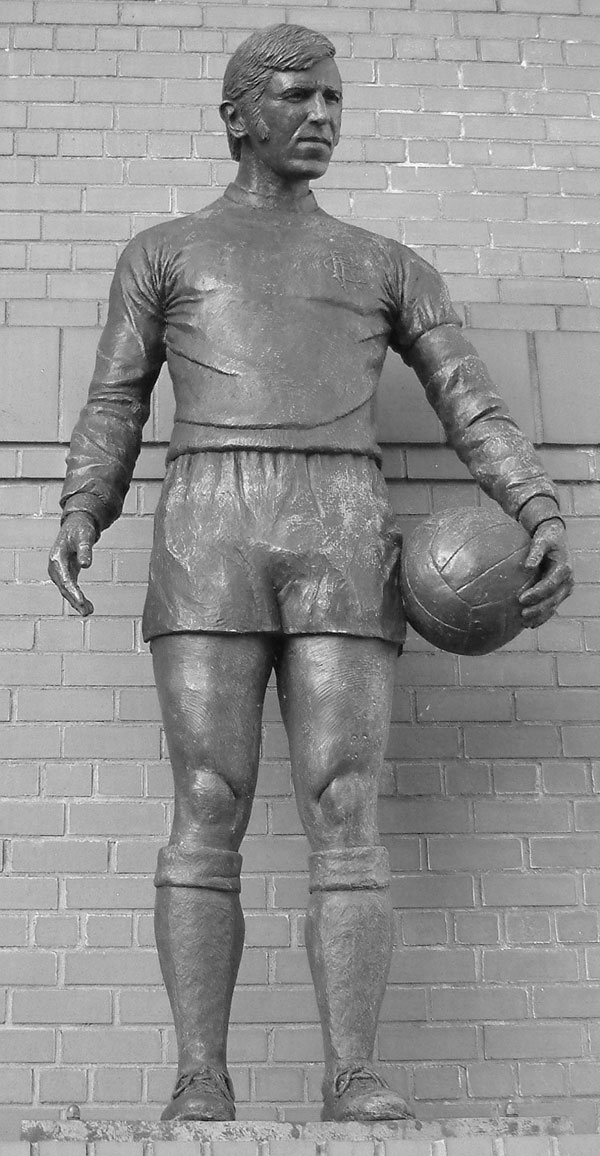
Estàtua del Ibrox Disaster memorial, commemorant la tragèdia de 1971,

Posicions del Rangers a la lliga.

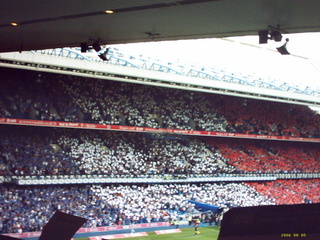
Mosaic a l'estadi per rebre Paul Le Guen.

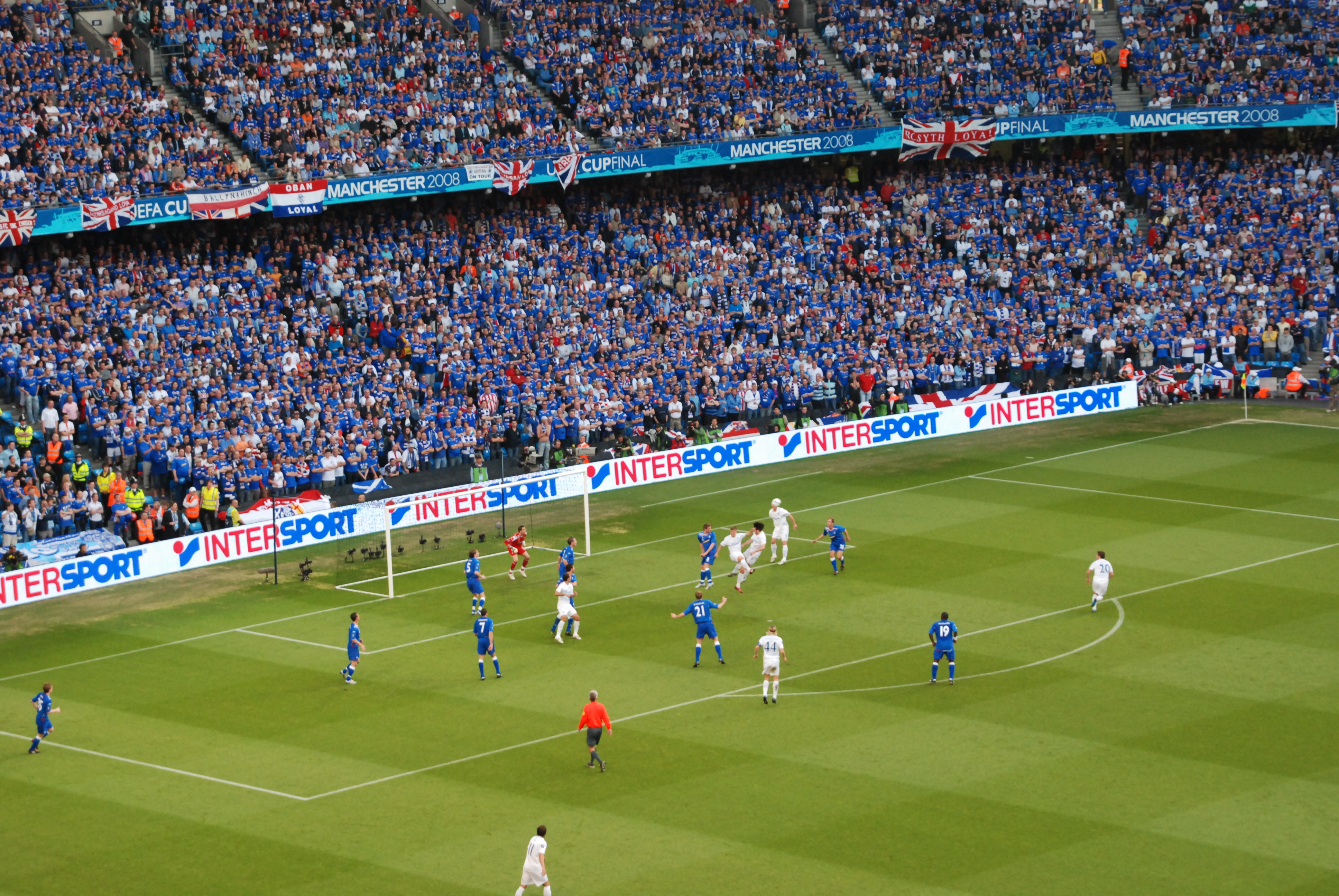
Final de la Copa de la UEFA el 2008.

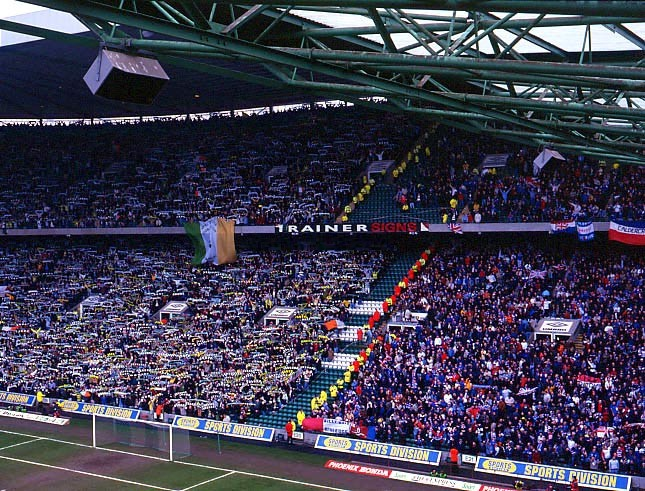
Seguidors del Rangers (dreta) a l'Old Firm davant el Celtic FC el 2004.

  - 1891, 1899, 1900, 1901, 1902, 1911, 1912, 1913, 1918, 1920, 1921, 1923, 1924, 1925, 1927, 1928, 1929, 1930, 1931, 1933, 1934, 1935, 1937, 1939, 1947, 1949, 1950, 1953, 1956, 1957, 1959, 1961, 1963, 1964, 1975, 1976, 1978, 1987, 1989, 1990, 1991, 1992, 1993, 1994, 1995, 1996, 1997, 1999, 2000, 2003, 2005, 2009, 2010, 2011, 2021.
- Segona divisió escocesa: 1:
  - 2015-16
- Tercera divisió escocesa: 1:
  - 2013-14
- Quarta divisió escocesa: 1:
  - 2012-13
- Copa d'Escòcia: 33
  - 1894, 1897, 1898, 1903, 1928, 1930, 1932, 1934, 1935, 1936, 1948, 1949, 1950, 1953, 1960, 1962, 1963, 1964, 1966, 1973, 1976, 1978, 1979, 1981, 1992, 1993, 1996, 1999, 2000, 2002, 2003, 2009
- Copa de la Lliga d'Escòcia: 27
  - 1946, 1948, 1960, 1961, 1963, 1964, 1970, 1975, 1977, 1978, 1981, 1983, 1984, 1986, 1987, 1988, 1990, 1992, 1993, 1996, 1998, 2002, 2003, 2005, 2008, 2010, 2011.
- Recopa d'Europa: 1972.
- Lliga d'Escòcia (entreguerres): 1940.
- Southern League (entreguerres): 1941, 1942, 1943, 1944, 1945, 1946.
- Milk Cup: (Premier) 1984, 1992. (Junior) 1985.
- Drybrough Cup: 1979.
- Tennents' Sixes: 1984, 1989.

## Futbolistes

### Més partits
| #  | Nom              | Període             | Aparicions | Gols |
| -- | ---------------- | ------------------- | ---------- | ---- |
| 1  | John Greig       | 1961–1978           | 755        | 120  |
| 2  | Sandy Jardine    | 1964–1982           | 674        | 77   |
| 3  | Ally McCoist     | 1983–1998           | 581        | 355  |
| 4  | Sandy Archibald  | 1917–1934           | 580        | 148  |
| 5  | Davie Meiklejohn | 1919–1936           | 563        | 46   |
| 6  | Dougie Gray      | 1925–1947           | 555        | 2    |
| 7  | Derek Johnstone  | 1970–1982 1985–1986 | 546        | 210  |
| 8  | Davie Cooper     | 1977–1989           | 540        | 75   |
| 9  | Peter McCloy     | 1970–1986           | 535        | 0    |
| 10 | Ian McColl       | 1945–1960           | 526        | 14   |

### Més gols
| #  | Nom             | Període             | Aparicions | Gols | Mitjana |
| -- | --------------- | ------------------- | ---------- | ---- | ------- |
| 1  | Ally McCoist    | 1983–1998           | 581        | 355  | 0.61    |
| 2  | Bob McPhail     | 1927–1940           | 408        | 261  | 0.64    |
| 3  | Jimmy Smith     | 1930–1946           | 259        | 249  | 0.96    |
| 4  | Jimmy Fleming   | 1925–1934           | 268        | 223  | 0.83    |
| 5  | Derek Johnstone | 1970–1982 1985–1986 | 546        | 210  | 0.38    |
| 6  | Ralph Brand     | 1954–1965           | 317        | 206  | 0.65    |
| 7  | Willie Reid     | 1909–1920           | 230        | 195  | 0.84    |
| 8  | Willie Thornton | 1936–1954           | 308        | 194  | 0.63    |
| 9  | RC Hamilton     | 1897–1908           | 209        | 184  | 0.88    |
| 10 | Andy Cunningham | 1914–1929           | 389        | 182  | 0.47    |

### Capitans
| Nom              | Període                       |
| ---------------- | ----------------------------- |
| Tom Vallance     | []                            |
| David Mitchell   | []                            |
| John McPherson   | []                            |
| Robert Hamilton  | []                            |
| Robert Campbell  | (Quatre anys entre 1906-1916) |
| Tommy Cairns     | 1916-1926                     |
| Bert Manderson   | 1926-1927                     |
| Tommy Muirhead   | 1927-1930                     |
| David Meiklejohn | 1930-1938                     |
| Jimmy Simpson    | 1938-1940                     |
| Jock Shaw        | 1940-1957                     |
| George Young     | 1953-1957                     |
| Ian McColl       | 1957-1960                     |
| Eric Caldow      | 1960-1962                     |
| Bobby Shearer    | 1962-1965                     |
| John Greig       | 1965-1978                     |
| Derek Johnstone  | 1978-1983                     |

| Nom              | Període   |
| ---------------- | --------- |
| John McClelland  | 1983-1984 |
| Craig Paterson   | 1984-1986 |
| Terry Butcher    | 1986-1990 |
| Richard Gough    | 1990-1997 |
| Richard Gough    | 1997-1998 |
| Brian Laudrup    | 1997      |
| Lorenzo Amoruso  | 1998-2000 |
| Barry Ferguson   | 2000-2003 |
| Barry Ferguson   | 2005-2007 |
| Barry Ferguson   | 2007-2009 |
| Craig Moore      | 2003-2004 |
| Stefan Klos      | 2004-2005 |
| Gavin Rae        | 2007      |
| David Weir       | 2009-2012 |
| Steven Davis     | 2012      |
| Carlos Bocanegra | 2012      |
| Lee McCulloch    | 2012-2015 |
| Lee Wallace      | 2015–2018 |
| James Tavernier  | 2018-     |

### Millor equip de tots els temps
Millor equip de tots els temps votat pels seguidors el 1999.
| Goram Greig Butcher Gough Jardine Cooper Baxter Gascoigne Laudrup Hateley McCoist | - Andy Goram - John Greig – Votat millor jugador - Terry Butcher - Richard Gough - Sandy Jardine - Davie Cooper - Jim Baxter – Votat el tercer millor jugador - Paul Gascoigne - Brian Laudrup – Votat el millor estranger - Mark Hateley - Ally McCoist – Votat el segon millor jugador |
| Goram Greig Butcher Gough Jardine Cooper Baxter Gascoigne Laudrup Hateley McCoist | |

### Futbolistes al saló escocès de la fama
Des del 2019, 33 jugadors que han format part del Rangers en la seva carrera, han entrat al Scotland Football Hall of Fame.
- John Greig - Des de l'inici (2004)
- Graeme Souness - Des de l'inici (2004)
- Sir Alex Ferguson - Des de l'inici (2004)
- Jim Baxter - Des de l'inici (2004)
- Willie Woodburn - Des de l'inici (2004)
- Alex McLeish - Des del 2005
- Willie Waddell - Des del 2005
- George Young - Des del 2005
- Alan Morton - Des del 2005
- Davie Cooper - Des del 2006
- Brian Laudrup - Des del 2006
- Sandy Jardine - Des del 2006
- Willie Henderson - Des del 2006
- Richard Gough - Des del 2006
- Walter Smith - Des del 2007
- Ally McCoist - Des del 2007
- Eric Caldow - Des del 2007
- Derek Johnstone - Des del 2008
- Bill Struth - Des del 2008
- David Meiklejohn - Des del 2009
- Mo Johnston - Des del 2009
- Andy Goram - Des del 2010
- Robert Smyth McColl - Des del 2011
- Terry Butcher - Des del 2011
- Bob McPhail - Des del 2012
- Scot Symon - Des del 2013
- Davie Wilson - Des del 2014
- Bobby Brown - Des del 2015
- Jock Wallace - Des del 2016
- Archie Knox - Des del 2018
- Ian McMillan - Des del 2018
- Tommy McLean - Des del 2019
- Colin Stein - Des del 2019

### Futbolistes delScotland Roll of Honour
La selecció de futbol d'Escòcia reconeix jugadors que hi han estat 50 cops o més cops internacionalitats. Els nou jugadors que han complert el requisit mentre jugaven per als Rangers són:
- David Weir - Des del 2006, 69 internacionalitats
- Kenny Miller - Des del 2010, 69 internacionalitats
- Christian Dailly - Des del 2003, 67 internacionalitats
- Richard Gough - Des del 1990, 61 internacionalitats
- Ally McCoist - Des del 1996, 61 internacionalitats
- George Young - Des del 1956, 54 internacionalitats
- Graeme Souness - Des del 1985, 54 internacionalitats
- Colin Hendry - Des del 2001, 51 internacionalitats
- Steven Naismith - Des del 2019, 51 internacionalitats
- Alan Hutton - Des del 2016, 50 internacionalitats

### Esportistes al saló escocès de la fama
Futbolistes del Rangers inclosos al Scottish Sports Hall of Fame:
- Jim Baxter - Des del 2002
- John Greig - Des del 2002
- Ally McCoist - Des del 2007

### Futbolistes destacats
| - Derek Johnstone - Alan Morton - Sam English - David Meiklejohn - Robert Smith McColl - Willie Waddell - Colin Stein - Jock Shaw - Paul Gascoigne - Terry Butcher - Graeme Souness - David Cooper - Ally McCoist - Mark Hateley - Brian Laudrup - Claudio Reyna - Alexei Mikhailichenko - Arthur Numan - Lorenzo Amoruso | - Rod Wallace - Fernando Ricksen - Jim Baxter - Ray Wilkins - Richard Gough - Andy Goram - Barry Ferguson - Sandy Jardine - Jean-Alain Boumsong - Craig Moore - Ronald de Boer - Andrei Kanchelskis - Tore Andre Flo - Stefan Klos - Jorg Albertz - Mikel Arteta - Dado Pršo |

## Entrenadors
| Nom             | Nacionalitat  | Període   | Lliga | Copa | Copa de la Lliga | UEFA | Total |
| --------------- | ------------- | --------- | ----- | ---- | ---------------- | ---- | ----- |
| William Wilton  | Escòcia       | 1899-1920 | 8     | 1    | —                | —    | 9     |
| Bill Struth     | Escòcia       | 1921-1954 | 18    | 10   | 2                | —    | 30    |
| Scot Symon      | Escòcia       | 1954-1967 | 6     | 5    | 4                | —    | 15    |
| David White     | Escòcia       | 1967-1969 | 0     | 0    | 0                | 0    | 0     |
| William Waddell | Escòcia       | 1969-1972 | 0     | 0    | 1                | 1    | 2     |
| Jock Wallace    | Escòcia       | 1972-1978 | 3     | 3    | 2                | 0    | 8     |
| John Greig      | Escòcia       | 1978-1983 | 0     | 2    | 2                | 0    | 4     |
| Jock Wallace    | Escòcia       | 1983-1986 | 0     | 0    | 2                | 0    | 2     |
| Graeme Souness  | Escòcia       | 1986-1991 | 3     | 0    | 4                | 0    | 7     |
| Walter Smith    | Escòcia       | 1991-1998 | 7     | 3    | 3                | 0    | 13    |
| Dick Advocaat   | Països Baixos | 1998-2001 | 2     | 2    | 1                | 0    | 5     |
| Alex McLeish    | Escòcia       | 2001-2006 | 2     | 2    | 3                | 0    | 7     |
| Paul Le Guen    | França        | 2006-2007 | 0     | 0    | 0                | 0    | 0     |
| Walter Smith    | Escòcia       | 2007-2011 | 3     | 2    | 3                | 0    | 8     |
| Ally McCoist    | Escòcia       | 2011-2014 | 2     | 0    | 0                | 0    | 2     |
| Mark Warburton  | Anglaterra    | 2015-2017 | 1     | 0    | 0                | 0    | 1     |
| Pedro Caixinha  | Portugal      | 2017      | 0     | 0    | 0                | 0    | 0     |
| Graeme Murty    | Escòcia       | 2017-2018 | 0     | 0    | 0                | 0    | 0     |
| Steven Gerrard  | Anglaterra    | 2018-     | 1     | 0    | 0                | 0    | 1     |

Entrenadors interins foren Willie Thornton (2 partits en 1969), Tommy McLean (4 partits en 1983), Ian Durrant (1 partit en 2007) i Graeme Murty (6 partits en 2017).